# Grâce Zaadi
Grâce Zaadi Deuna, née le 7 juillet 1993 à Courcouronnes, est une joueuse internationale française de handball, évoluant au poste de demi-centre. 
Internationale depuis 2013, elle est notamment championne du monde en 2017 et 2023
, championne d'Europe en 2018 et championne olympique en 2021.
En club, après dix saisons au Metz Handball ponctués de sept titres de championne de France, elle rejoint en 2020 le club russe du Rostov-Don puis doit le quitter en raison de l'Invasion de l'Ukraine par la Russie en 2022, terminant la saison avec le Metz Handball avant de signer avec  le club roumain du CSM Bucarest

## Biographie
En 2010, à l'âge de 16 ans, elle quitte Issy-les-Moulineaux pour rejoindre le centre de formation du Metz Handball. Après quelques apparitions en équipe première lors de ses deux premières saisons (elle inscrit son premier but parmi l'élite en octobre 2010), elle joue plus régulièrement à partir de la saison 2012-2013, où elle réalise un très bon début de saison après un été qui l'a vu remporter une médaille d'argent au championnat du monde junior.
Après une fin de saison plus difficile où elle joue moins, elle devient une des cadres de l'équipe durant l'automne 2013. Elle participe à toutes les rencontres de la phase aller et termine meilleure marqueuse du club avant les matchs retour avec 41 buts en 9 matchs à mi-championnat.
Ses bonnes performances de l'automne lui permettent, en octobre 2013, d'être appelée pour la première fois en équipe de France pour les matches contre la Slovaquie et la Finlande en éliminatoires de l'Euro 2014. Le 24 octobre contre la Slovaquie, elle honore sa première sélection en inscrivant 2 buts. Elle fait finalement partie des joueuses retenues par le sélectionneur Alain Portes pour participer au championnat du monde 2013 en Serbie.
Au cours de ce mondial, l'équipe de France, en reconstruction, réalise un parcours sans faute en phase poule avec cinq victoires, dominant notamment le Monténégro, champion d'Europe et médaillé d'argent aux Jeux olympiques en 2012. Elle écarte ensuite le Japon avant de tomber de manière inattendue en quart de finale face à la Pologne. Grâce Zaadi participe à l'ensemble des sept matches disputés par l'équipe de France, inscrivant douze buts durant la compétition. La fin de la saison voit Grâce Zaadi remporter deux nouveaux titres avec son club, la Coupe de la Ligue et le championnat de France. Elle prolonge également de deux saisons son contrat avec le Metz Handball avec lequel elle est liée jusqu'en 2016.
Cadre de l'équipe de Metz, avec qui elle se qualifie pour le tour principal de la Ligue des champions 2014-2015, elle est retenue pour participer au Championnat d'Europe 2014 en Hongrie et en Croatie. Blessée au poignet depuis le mois de novembre, elle participe néanmoins à la compétition en attendant de se faire opérer au mois de janvier 2015. La France termine finalement 5e de la compétition.
En avril 2015, elle participe à la victoire en coupe de France face au HBC Nîmes (24-24, 4 tirs au but à 2),, qui permet à Metz de remporter un trophée lors de cette saison qui voit le club perdre son titre de champion au profit de Fleury au mois de mai.
Avec l'équipe de France, elle est retenue pour participer au championnat du monde 2015 au Danemark mais ne joue que peu durant la compétition, inscrivant 7 buts en 5 matches. Début 2016, elle prolonge son contrat avec Metz Handball pour une saison supplémentaire, malgré des offres en provenance de l'étranger, afin de continuer sa progression dans son club formateur, dont elle est, à seulement 22 ans, une des joueuses majeures,. En mai 2016, elle remporte avec Metz son troisième titre de championne de France, après une finale gagnée face à Fleury Loiret.
Elle fait également partie des joueuses retenues en équipe de France pour disputer les Jeux olympiques de 2016 à Rio de Janeiro. En finale, la France et Grâce Zaadi s'inclinent face à la Russie et se contentent d'une médaille d'argent. À titre personnel, Grâce Zaadi joue peu durant la compétition et n'inscrit qu'un seul but.
Avec Metz, Grâce Zaadi réalise une saison 2016-2017 particulièrement réussie. Avec une seule défaite compteur en championnat, Metz conserve son titre de champion de France après une double victoire en finale face à Brest et remporte également la coupe de France face à Issy Paris. Sur la scène européenne, le club se qualifie pour les quarts-de-finale, où il chute face au club hongrois de Győri ETO KC, double vainqueur de la compétition en 2013 et 2014, et encore finaliste l'année précédente.
Avec l'équipe de France, elle participe au championnat d'Europe 2016 en Suède. Avec un temps de jeu réduit, elle inscrit six buts durant la compétition et décroche une médaille de bronze. Un an plus tard, au championnat du monde 2017, elle change de statut et devient l'une des joueuses majeures du collectif des Bleues. Elle inscrit vingt buts et délivre vingt-trois passes décisives pour porter l'équipe vers un second titre mondial. À titre individuel, elle est nommée meilleure demi-centre de la compétition.
En club, elle remporte en 2018 un troisième titre consécutif de championne de France et elle est élue meilleure demi-centre de la saison.
A l'automne 2018, elle participe avec l'équipe de France au championnat d'Europe 2018, disputé à domicile. La France remporte la compétition en battant la Russie en finale (24-21). Avec 22 buts et 27 passes, elle s'affirme, aux côtés d'Estelle Nze Minko, comme la maître à jouer de l'équipe de France,.
Lors de la saison 2018-2019, elle participe à la belle saison messine durant laquelle le club atteint les demi-finales de la Ligue des champions, une première pour un club français, et remporte le championnat et la coupe de France. À l'issue de la saison, elle est élue meilleure demi-centre du championnat de France 2018-2019.
En 2020, après dix années à Metz, elle rejoint le club russe du Rostov-Don.
Elle fait partie de l'équipe de France sacrée championne olympique aux Jeux de 2020, à Tokyo le 8 août 2021 sur une victoire en finale 30-25 face aux joueuses du Comité olympique russe. Après un premier tour difficile, les Bleues trouvent un « cri de guerre » défensif prononcé à chaque temps-mort  de leurs matches victorieux suivants : Grâce Zaadi lance « Fèmé boutik ! » (fermer la boutique en créole) et les joueuses répondent « Fèmé ! ». Elle est de surcroit élue meilleure demi-centre de la compétition.
Du fait de l'invasion de l'Ukraine par la Russie, Grâce Zaadi décide de ne pas rentrer à Rostov après le match des Bleues contre la Croatie le 6 mars 2022. Elle est finalement libérée par son club russe de Rostov et retrouve le Metz Handball pour un prêt jusqu'à la fin de la saison. Elle y réalise le doublé championnat (son huitième) – Coupe de France.
Après avoir été libérée de son contrat à Rostov, elle signe en juin 2022 pour le club roumain du CSM Bucarest.

## Palmarès

### En club
compétitions internationales
- finaliste de la coupe de l'EHF (C3) en 2013 (avec Metz Handball)
- quatrième de la Ligue des champions en 2019 (avec Metz Handball)

compétitions nationales
- vainqueur du Championnat de France (8) : 2011, 2013, 2014, 2016, 2017, 2018, 2019 et 2022 (avec Metz Handball)
- vainqueur de la Coupe de France (5) : 2013[43], 2015, 2017, 2019 et 2022 (avec Metz Handball)
- vainqueur de la Coupe de la Ligue (2) : 2011 et 2014 (avec Metz Handball)
- vainqueur de la Coupe de Russie (1) : 2021

### En sélection
Jeux olympiques
- médaille d'argent aux Jeux olympiques 2016, Rio de Janeiro,  Brésil
- médaille d'or aux Jeux olympiques 2020, Tokyo,  Japon
- médaille d'argent au Jeux olympiques de Paris en 2024 Paris,  France

championnats du monde
- vainqueur du championnat du monde 2023
- finaliste du championnat du monde 2021[44]
- vainqueur du championnat du monde 2017
- 7e du championnat du monde 2015
- 6e du championnat du monde 2013[45]

championnats d'Europe
- finaliste du championnat d'Europe 2020
- vainqueur du championnat d'Europe 2018
- troisième du championnat d'Europe 2016
- 5e du championnat d'Europe 2014

autres
- vice-championne du monde junior en 2012[46]
- 10e place du championnat d'Europe junior en 2011[47]
- 4e place du championnat du monde jeunes en 2010[48],[49]
- 4e place du championnat d'Europe jeunes en 2009[50]

### Distinctions individuelles
- élue meilleure demi-centre des Jeux olympiques de 2020[51]
- élue meilleure demi-centre du championnat du monde en 2017[52] et 2021[53]
- élue meilleure demi-centre de la saison du championnat de France 2017-2018[31] et du championnat de France 2018-2019[37]
- nommée à l'élection de la meilleure handballeuse mondiale de l'année en 2021

## Décorations
- Chevalier de la Légion d'honneur (2021)[54]
- Chevalier de l'ordre national du Mérite Décret du 1er décembre 2016[55]